# フランシスコ・デ・アビラ
フランシスコ・デ・アビラ（Francisco de Avila、1573年 - 1647年）は、南アメリカで活動した司祭である。
彼は「偶像崇拝撲滅運動家」でありつつも、インディオの儀式と慣習に関しての、彼の時代における最も活動的な調査員の一人であった。

## 経歴
アビラが自分自身について語るには、捨て子として (quorum parentes ignorantur) 生まれたという。
- 1573年 - クスコにおいてスペイン人とインディオの女性との間に生まれたが、貨幣検査官のクリストバル・ロドリゲスの家の前に捨てられ、その家で育った。
- 1592年 - リマのサンマルコス大学に在籍。
- 1596年から1608年 - ワロチリ地方のサン・ダミアン教区においてCurate（助任司祭）もしくはVicar（教区司祭）を務める。ここで組織化されたインディオの「偶像崇拝」の発見・壊滅運動を行なった。
- 1600年頃 - 博士号を得る。
- 1606年 - ワヌコ (Huánaco) の聖職禄となる。
- 1618年 - ボリビアのラ・プラタ（La Plata。現在のスクレ）においてカテドラル聖堂参事会員となる。のちにリマの大聖堂参事会員となる。
- 1632年 - リマに帰る[2]。

## 著作
1608年に、アビラは『ワロチリ、ママ、およびチャクラ地方のインディオたちが、過去および現在においても、信じかつ行い、彼らの魂の大いなる堕落の元になっているところの、もろもろの罪、えせの神々、その他のさまざまなる迷信、邪悪な祭儀に関する記録』（英題 "Errors, False Gods, and Other Superstitions of the Indians of the Provinces of Huarochiri, Mama, and Chaclla"）を書いた。それについては、まず6つの章だけがあり、そして英語に翻訳されたことが知られている。それは、ペルーのインディオと彼らの伝承に関する知識についての寄稿である。
1611年、アビラはペルー東部のワヌコのインディオについての報告書を書いた。それについて、公にされなかった稿本が現存している。